# Friedrich Standfuß
Friedrich Standfuß, auch Friedrich Standfuss, (* 17. November 1935 in Erfurt; † 5. Juli 2017) war ein deutscher Bauingenieur.

## Leben
Standfuß studierte zunächst Mathematik und Physik in Mainz und Göttingen, dann ab 1957 Bauingenieurwesen an der TH Hannover mit dem Diplom-Abschluss 1961 (Vertiefung konstruktiver Ingenieurbau). 1962 bis 1965 erfolgte die Referendarausbildung und 1965 bis 1976 war er im Niedersächsischen Landesverwaltungsamt, Abteilung Straßenbau. Zuletzt war er Ministerialrat und Referent für Brückenbau und Ingenieurbau in der Abteilung Straßenbau des Bundesverkehrsministeriums (und damit für die Autobahnbrücken verantwortlich).
Von ihm stammen Bücher über historische Steinbrücken in Deutschland und über moderne Straßenbrücken in Deutschland.
Standfuß förderte auch den Stahlverbundbau für Brücken.

## Schriften
- Steinbrücken in Deutschland, Beton-Verlag 1988
- mit Joachim Naumann: Brücken in Deutschland für Straßen und Wege. Der Fotobildband deutscher Brückenbaukunst, Deutscher Bundes-Verlag, Köln 2006
- Grundsätze für Entwurf, Ausführung und Erhaltung von Brücken der Bundesfernstraßen, 3. Dresdner Brückenbausymposium, Dresden, 18. März 1993.
- Die konstruktiv richtige Ausbildung und Ausstattung von Brücken als Voraussetzung für eine wirtschaftliche Überwachung, Prüfung und Erhaltung, 5. Dresdner Brückenbausymposium, Dresden, 16. März 1995.
- Die Saale-Brücke in Alsleben – Dokumentation der Baugeschichte, 10. Dresdner Brückenbausymposium, Dresden, 16. März 2000.
- Straßenbrücken in Verbundbauweise, 6. Dresdner Brückenbausymposium 1996, TU Dresden, S. 27–42
- Neue Entwicklungen im Brückenbau, 8. Dresdner Brückenbausymposium, Dresden, 12. März 1998.
- Straßenbrücken in Stahlverbundbauweise, 6. Dresdner Brückenbausymposium, Dresden, 14. März 1996.